# Teorija povratne informacije lica
Teorija povratne informacije lica (engleski, facial feedback hypothesis) zasnovana je na ideji da izraz lica ne pokazuje samo emociju nego i to da su izraz lica i doživljaj povezani aferentnom senzornom povratnom informacijom od same facijalne akcije (izraza lica) koja utječe na emocionalni doživljaj. Osnova za teoriju izvedena je iz Darwinove tvrdnje iz 1872. godine da će emocija koja je slobodno izražena vanjskim signalima biti pojačana, dok će emocija čiji je izraz potisnut biti slabija. William James je otišao korak dalje predloživši 1890. da fiziološke promjene, što uključuje i izraz lica, jesu emocije.
S obzirom na postojanje razlika u mjeri u kojoj će facijalna ekspresija utjecati na afektivni doživljaj predložene su slabija i jača verzija ove teorije. Prema jačoj verziji teorije izraz lica u potpunosti determinira emocionalni doživljaj, dok prema slabijoj verziji samo utječe na emocionalni doživljaj. Ipak, na osnovu istraživanja samo je slabija verzija dobila podršku. U prilog te verzije idu i istraživanja provedena na pacijentima koji pate od paralize lica, u kojim se nije dobila značajna razlika između njih i kontrolne grupe.

## Pozadina teorije
Ideja kako izraz lica utječe na emocije se adaptirala i mutirala tijekom godina, pružajući varijabilnost i održivost za daljnje istraživanje. Psiholozi koji istražuju efekte izraza lica na emocije svoju inspiraciju povlače od Charles Darwina i William Jamesa. Darwin je 1872. istaknuo kako pojačavanje ili inhibiranje izraza lica emocije mijenja sam intenzitet te emocije. Također je istaknuo važnost izraza lica u socio-komunikacijskoj funkciji. Drugim riječima, neke fiziološke reakcije utječu na subjektivni doživljaj emocija; inhibicijom izraza lica emocionalni doživljaj je manje intenzivan, dok slobodnim izrazom dolazi do povećanog intenziteta emocionalnog doživljaja.
William James je 1890. otišao korak dalje, predloživši kako fiziološke promjene, uključujući i izraze lica, jesu emocije. Kako se tijelo mijenja, tako se mijenja i subjektivni doživljaj emocija. Naglasak je postavljen na somatski input.
“Rekao sam kako je sama kvaliteta emocija određena organima koji su predodređeni da sudjeluju u njoj”
Prema modelu James-Langeove teorije percepcija podražaja dovodi do fizioloških promjena i senzacija nastalih mišićnim i visceralnim pokretima koje um prepoznaje kao emocije. Jamesovim riječima, ljudi ne bježe zato što osjećaju strah, nego osjećaju strah zato što bježe.  
Iako je Jamesova teorija bila kritizirana te se u današnje vrijeme smatra nevaljanom i na teorijskoj i empiričkoj razini, generirala je seriju istraživanja koja proučavaju povezanost emocionalnog doživljaja i tijela. Već u kasnim 1970-im istraživanja su dala u opticaj ideju kako pokreti lica mogu utjecati na emocije gotovo cijelo stoljeće nakon Darwinove prvotne pretpostavke. Osim toga, sam naziv teorija povratne informacije lica skovan je zbog toga što je efekt postao odvojen od svojih teoretskih roditelja. No taj naziv je dobio na popularnosti početkom 1980-ih kada se pojavila jedna od prvih definicija za ovu teoriju prema kojoj povratna informacija skeletnih mišića izraza lica ima neformalnu ulogu u regulaciji emocionalnog doživljaja i ponašanja.

## Razvoj teorije
James je u nastajanje emocija uključio sve tjelesne promjene, visceralne, mišićne i kožne. Ipak, kada je riječ o muskulaturi lica, skeletne mišiće nije specifično razlikovao kao izvor povratne informacije u doživljaju emocija, iako je gotovo svaki njegov primjer uključivao facijalni efekt. Većina današnjih istraživanja usmjerena je na aktivnost muskulature lica. Silvan Tomkins (1963) jedan je od prvih istraživača koji se usmjerio na muskulaturu lica. Objasnio je kako su ostali fiziološki odgovori tek drugi po redu, u odnosu na izražavanje emocija putem lica, jer lice izražava afekt i prema drugima i prema sebi putem povratne informacije, koji je brži i kompleksniji u odnosu na druge podražaje za koje su drugi visceralni organi sposobni.
Razlikuju se dvije varijacije ove teorije, slabiji i snažniji oblik teorije povratne informacije lica. 
- Slabijom verzijom objašnjeno je kako u kožna povratna informacija muskulature i kože lica modificira intenzitet trenutne emocije. Često se ispituje s onim što Kraut (1982) naziva paradigmom dinamične facijalne poze. Ispitanici su inducirani u različite intenzitete izraza lica podražajima koji se javljaju prirodno kao što su bol, neki ugodni podražaji ili neugodan miris, te kompleksnim kognitivnim podražajima koji uključuju filmove, crtiće i sl. Nalazi su ponovljeno išli u prilog slabijem obliku teorije povratne informacije lica.[10]
- Snažnijom verzijom je objašnjeno kako je povratna informacija lica dovoljan da inducira i specificira emociju. Najčešće se ispituje s Krautovom (1982) paradigmom statične facijalne poze. Razlikuju se dva testa za ovu paradigmu. Prvi je demonstracija emocionalne reaktivnosti, na način da ispitanici kontrahiraju facijalne mišiće u emocionalne izraze. U drugom testu ispitanici moraju kontrahirati mišiće u pozu koja odražava određenu emociju, te se od njih zatim traže da ukažu na emociju koju osjećaju i njezin intenzitet. Ipak nalazi za snažniji oblik su bili nedosljedni.[10]

Još od Darwinovog zapisa veliki je broj istraživanja bio proveden na temu teorije povratne informacije lica. Neka od najznačajnijih istraživanja provedena su tijekom sedamdesetih i osamdesetih godina dvadesetog stoljeća. Jedno takvo istraživanje, diskutabilno i najpoznatije istraživanje teorije povratne informacije lica, jest ono koje su proveli Fritz Strack, Leonard L. Martin i Sabine Stepper 1988. godine. Budući da je glavna prepreka u istraživanjima osnove koja leži iza teorije povratne informacije lica te kako je emocionalno značenje iza namještenog izraza lica eksplicitno ili lako prepoznatljivo ispitanicima, istraživači su osmislili originalan postupak kojim su ispitanike uvjerili kako se zapravo istražuje psiho-motorička koordinacija. Točnije, objasnili su kako istražuju sposobnost ljudi da koriste dijelove tijela koje inače ne koriste za obavljanje različitih zadataka, te kao primjer za ovakve situacije naveli osobe s invaliditetom za koje bi istraživanje također imalo direktne implikacija za pomoć takvim osobama. Od ispitanika je traženo da procijene niz humorističnih stripova, no ispitanici su podijeljeni u tri grupe: jednu koja je olovku držala između zuba, drugu koja je olovku držala između usana i treću grupu koja je zadatak obavljala pišući nedominantnom rukom. Autori su pretpostavili da bi držanje olovke u zubima trebalo kontrahirati facijalne mišiće zygomaticus major koji su uključeni u izraz smijeha, a držanje olovke u usnama bi kontrahiralo mišiće orbicularis oris koji inhibiraju izraz smijeha. Istraživači su dobili rezultate u skladu s očekivanjima te potvrdili modulirajući efekt teorije povratne informacije lica, odnosno oni ispitanici koji su olovku držali između zuba su stripove procijenili zabavnijim u odnosu na one koji su olovku držali među usnama. Ovo istraživanje je imalo veliki utjecaj na prihvaćanje teorije povratne informacije lica, ali i na druga istraživanja koja su se koristile elementima ovog istraživanja.
Jedan od primjera istraživanja koje se koristilo sličnom metodologijom i elementima navedenog istraživanja istraživanje je Larsena, Kasimatis i Freya (1992) koji su nalaze Stracka i suradnika proširili i na negativne emocije. U svom su istraživanju blokirali ili izazvali kontrakciju mišića corrugator superciliia koji se javlja kod ekspresije tuge te su, očekivano, dobili da su ispitanici koji su imali izazvanu kontrakciju mišića izvještavali o većim razinama tuge u odnosu na one koji su inhibirali kontrakciju mišića.

## Metodološke poteškoće
Prvobitna istraživanja teorije povratne informacije lica proučavala su utjecaj pojačavanja ili potiskivanja facijalnog efekta na emocije u kontekstu pravih i spontanih emocija, koristeći podražaje. Ovo je dovelo do nemogućnosti razdvajanja korelacije od uzroka kod istraživanja koja koriste spontane efekte. Laird je 1974. koristio obmanu, odnosno lažnu priču (mjerio je mišićnu facijalnu aktivnost s elektrodama) da bi inducirao kontrakcije određenih facijalnih mišića bez spominjanja emocionalnih stanja. Međutim, veće ocjene smiješnosti crtića koje su dali ispitanici zavarani u smiješenje mogli su biti uzrokovani time što su prepoznali mišićne kontrakcije i tome odgovarajuće emocije: “samoperceptivni mehanizam”, za koji je Laird (1974) mislio da je u korijenu fenomena povratne informacije lica. Percipirajući psihološke promjene, ljudi popune praznine tako što osjećaju odgovarajuću emociju. U originalnim istraživanjima, Laird je morao isključiti 16% (istraživanje 1) i 19% (istraživanje 2) ispitanika jer su postali svjesni fizičke i emocionalne povezanosti tijekom istraživanja. 
Adekvatni testovi teorije povratne informacije lica zahtijevaju izraze koji predstavljaju valjan analog emocija. Matsumoto (1987) navodi pet stavki koje upućuju na to da je nemoguće znati jesu li izrazi koje su ispitanici napravili doista bili prepoznatljivi kao emocionalni izrazi i od ovoga pati većina istraživanja emocionalne povratne informacije. Te su poteškoće: 1. izrazi možda neće biti toliko prepoznatljivi kao što se prvobitno očekivalo, 2. koji je intenzitet pokreta mišića, 3. koliko je trajanje izraza, 4. izrazi se mogu mijenjati tijekom vremena, 5. koja je metoda manipulacije lica. 
Rutledge i Hupka (1985) također navodi niz ograničenja s kojima se mogu susresti istraživači, a to su: 1. ispitanici nisu dali točno tražene izraze, 2. upute za poziranje izraza lica mogle su nenamjerno sugerirati emociju ispitanicima, 3. stimulirani izrazi lica različitih emocija možda nisu bili jednako teški za pozirati i zbog toga ih je teško usporediti, 4. možda su se pojavili izrazi lica koji nisu željeni i time su mogli posredovati u mjerenju emocija, 5. ispitanici su možda samo djelomično pozirali zadane izraze, 6. podražaji koji se koriste za izazivanje emocija nisu bili unaprijed definirani u smislu intenziteta ili kvalitete izazvanih emocija, 7. znakovi za izraze lica bili su prisutni u podražajima koji izazivaju emocije, 8. složene obmane koje se koriste za prikrivanje svrhe eksperimenta mogle su utjecati na odgovore ispitanika, 9. ni svijest subjekta o svrsi eksperimenta niti moguće karakteristike potražnje nisu opširno istražene, 10. tehnike za određivanje subjektivnog doživljaja emocija korištene su bez navođenja pilot istraživanja ili prethodnog istraživanja o valjanosti tehnika, 11. nisu dobivene osnovne mjere emocija, 12. podražaji koji izazivaju emocije, poziranje izraza lica i samo iskazi emocija bili su neprikladno tempirani (npr. procjena emocija nakon završetka podražaja i poze, a ne tijekom podražaja i poze), 13. korištene su dugačke checkliste emocija koje povećavaju vrijeme između početnog poziranja i završetka samo izvještavanja o emocijama. 
Zatim je moguće da je proces manipulacije mišića lica uzrokovao toliko napora i umora da su oni djelomično ili u cijelosti izazvali fiziološke promjene, a potom i emociju. Konačno, prisutnost fizioloških promjena mogla je biti izazvana ili modificirana kognitivnim procesom. 

## Eksperimentalni dokazi
U pokušaju da daju jasnu procjenu teorije da čisto fizička promjena lica, koja uključuje samo određene mišiće lica, može rezultirati emocijom, Strack, Martin i Stepper (1988) osmislili su obmanu koja bi osigurala da ispitanici poprime željeni izraz lica bez da mogu percipirati ili odgovarajuću emociju ili istraživačev pravi motiv. Ispitanicima je rečeno da sudjeluju u eksperimentu da bi se otkrila težina obavljanja određenih zadataka bez korištenja ruku. Ispitanici su držali olovku u ustima na jedan od dva načina. Usna pozicija bi kontrahirala mišić orbicularis oris i rezultirala bi mrštenjem. Zubna pozicija uključila bi mišić zygomaticus major ili mišić risorius i to bi rezultiralo osmijehom. Kontrolna grupa držala bi olovku u nedominantnoj ruci. Svi su morali popuniti upitnik u toj poziciji i ocijeniti težinu. Zadnji zadatak, koji je bio pravi cilj testa, bio je subjektivno ocjenjivanje smiješnosti stripova. Test se razlikovao od prethodnih metoda po tome što nije bilo emocionalnih stanja koja bi se oponašala, prikrivala ili pretjerivala 
Kao što je predviđeno ispitanici u “zubnom” uvjetu prijavili su značajno više ocjene zabave nego ispitanici u “usnom” uvjetu. Obmana i procedura su bili jako uspješni inicirajući tražene kontrakcije mišića bez dizanja sumnje i izbjegavajući značajne efekte potražnje i redoslijeda. Soussignan (2002) koristio je metodu koju su uveli Strack, Martin i Stepper (1988) da bi facilitirao ili inhibirao osmijeh u ispitanika dok su gledali isječke videa pozitivnog i negativnog sadržaja. Rezultati su pokazali da su ispitanici koji su se smijali ocijenili pozitivne podražaje kao pozitivnije nego ispitanici koji se nisu smijali, ali nije bilo razlike za negativni podražaj. To jest, modulirajući efekt povratne informacije lica demonstriran je samo za uvjet pozitivnog podražaja.
Bilo je sugerirano da je u istraživanju Stracka, Martina i Steppera (1988) više truda uključeno u držanju olovke usnama nego zubima. Da bi se izbjegli mogući problemi truda Zajonc, Murphy i Inglehart (1989) zadali su ispitanicima da ponavljaju različite samoglasnike, izazivajući osmijehe s “ah” zvukovima i mrštenje s “uh” zvukovima na primjer i ponovno pronašli su mjerljiv efekt povratne informacije lica (10). Ritualno izgovaranje samoglasnika osmijeha pokazalo se ugodnije nego izgovaranje samoglasnika mrštenja, što može objasniti njihovu komparativnu rasprostranjenost u religijskim tradicijama mantre.
Međutim, sumnje oko snage ovih nalaza javile su se 2016. godine kada replikacija originalnog eksperimenta iz 1988. pod koordincijom Eric-Jana Wagenmakersa i provedena u 17 laboratorija nije pronašla značajne sistematske efekte povratne informacije lica. Naknadna analiza Noah i suradnika identificirala je nesklad u metodi originalnog eksperimenta iz 1988. kao mogući razlog nedostatka sistematskog efekta u repliciranim istraživanjima. Pronašli su da su se originalno istraživanje i replikacija razlikovali u prisutnosti kamere. U svom istraživanju efekt povratne informacije lica nisu pronašli kada su ispitanici snimani i upozoreni su da će se njihova izvedba pratiti, u usporedbi s uvjetom u kojem kamera i snimanje nisu bili prisutni, kada je došlo do efekta povratne informacije lica.
Jedno od novijih istraživanja, Dimberg i Söderkvist (2011), dobilo je značajne efekte povratne informacije lica. Ispitanici su u rotiranim uvjetima morali skupiti obrve (uvjet mrštenja) ili podići obraze (uvjet osmijeha) na slike prirode i lica. Rezultati su pokazali da su ispitanici ocjenjivali podražaje kao pozitivnije kad su se smiješili u odnosu na to kad su se mrštili. Istraživači navode da se tehnika voljne facijalne akcije može koristiti za testiranje povratne informacije lica, čak i u uvjetima kada je efekt mjeren neko vrijeme nakon manipulacije. 
Coles, Larsen i Lench  proveli su 2019. godine metaanalizu 138 istraživanja i utvrdili su da je sveukupni efekt povratne informacije lica značajan ali malen. Rezultati su također indicirali da su efekti jači u nekim situacijama nego u drugim. Postoje tri moguća moderatora povezana s razlikom u veličini efekta:  
1. Vrsta emocionalnog ishoda: povratna informacija lica utjecala je na emocionalno iskustvo (npr. izjavljenu zabavu) i u većoj mjeri na afektivne procjene podražaja (npr. objektivna smiješnost crtića).
2. Prisutnost emocionalnog podražaja: efekti povratne informacije lica na emocionalno iskustvo bili su veći u odsutnosti emocionalno evokativnih podražaja (npr. crtanih filmova).
3. Vrsta podražaja: kada je ispitanicima prezentiran emocionalno evokativan podražaj, efekti povratne informacije lica bili su veći u prisutnosti nekih vrsta podražaja (npr. emocionalne rečenice) nego drugih (npr. slike).